# Tour de Marmara
O Tour de Marmara  (oficialmente: Tour of Marmara) foi uma competição de ciclismo profissional por etapas que se disputava na região de Mármara (Turquia).
Disputou-se em 2010 e 2011 fazendo parte do UCI Europe Tour, dentro da categoria 2.2 (última categoria do profissionalismo).
Sempre teve 4 etapas, todas elas com a mesma saída e meta ainda que com diferente quilometragem. Começando em Sile e acabando em cocaeli.

## Palmarés
| Ano  | Ganhador            | Segundo      | Terceiro      |
| ---- | ------------------- | ------------ | ------------- |
| 2010 | Kemal Küçükbay      | Mert Mutlu   | Adil Kurkut   |
| 2011 | Ali Rıza Tanrıverdi | Omar Hasanin | Nazim Bakırcı |

## Palmarés por países
| País    | Vitórias |
| ------- | -------- |
| Turquia | 2        |